# Forêt métropolitaine
La forêt métropolitaine, en espagnol Bosque Metropolitano, est une forêt qui devrait ceinturer la ville de Madrid, en Espagne. Ce corridor vert mesurera 75 kilomètres de longueur pour une superficie de 137 hectares et comportera de 100 000 à 450 000 arbres dans le courant des années 2020.
Elle vise à améliorer la qualité de l'air en supprimant une partie de la pollution atmosphérique, à rafraîchir l'atmosphère et à offrir aux habitants de nouveaux espaces verts.